# Ludwig Turek
Pour les articles homonymes, voir Turek.
Ludwig Turek, né le 28 août 1898 à Stendal et décédé le 9 novembre 1975  à Berlin, est un écrivain allemand.

## Biographie
Ludiwg Turek est né le 28 août 1898 comme fils de serrurier dans un milieu très défavorisé. Après sa scolarité, il exerça différents métiers comme imprimeur et lettreur. Pendant la Première Guerre mondiale, il est appelé sous les drapeaux, mais déserte. Il est alors condamné à une peine d'emprisonnement dans la forteresse de Spandau. En 1918, Turek est libéré prématurément, grâce aux troubles politiques causés par le soulèvement de novembre, et rejoint le mouvement communiste. Il fut tout d'abord très actif au sein de la Ligue Spartacus, avant d'adhérer au Parti communiste d'Allemagne et de prendre des responsabilités politiques.
La dérive de l'Allemagne vers le national-socialisme contraint Ludwig Turek à émigrer. Il séjourne en Union soviétique de 1930 à 1932, avant de se rendre en France. À Paris, il bénéficie de novembre 1933 à juin 1934 de l'hospitalité d'André Gide,, puis loge dans un hôtel. Il exerce aussi le métier de capitaine sur un voilier. En 1940, Ludwig Turek rentre en Allemagne et travaille dans la clandestinité. À la fin de la Seconde Guerre mondiale, Ludwig Turek s'installa à Berlin-Est comme écrivain indépendant, où il écrivit de nombreux romans et scénarios de films. En République démocratique allemande, Ludwig Turek était très connu pour ses romans ouvriers et ses livres pour la jeunesse.
Ludwig Turek fut inhumé au Zentralfriedhof Friedrichsfelde en 1975.

## Œuvres
- Ein Prolet erzählt, 1929 [Un prolétaire raconte, roman autobiographique, porté ensuite à l'écran sous le titre Gejagt bis zum Morgen]
- Die Freunde, 1947 [Les Amis]
- Klar zur Wende, 1949 [Le Tournant, récit du voyage de l'auteur en France]
- Die goldene Kugel, 1949 [La sphère d'or, premier roman d'anticipation est-allemand]
- Die letzte Heuer, 1950 [Les derniers marins, roman sur le combat des marins contre le fascisme en Allemagne]
- Unser täglich Brot, 1950 [Notre pain quotidien]
- Anna Lubitzke, 1952 (Anna Lubitzke, roman sur le travail difficile des femmes dans la période d'après-guerre, porté à l'écran en 1960 par la DEFA sous le titre Steinzeitballade]
- Herbert Bachmanns große Reise, 1952 [Le grand voyage de Herbert Bachmann]
- Mittelstürmer Werner Schwing, 1954 [Avant-centre Werner Schwing]
- Palermo auf richtigem Kurs, 1955 [Cap sur Palerme]

## Honneurs
Le nom de Ludwig Turek a été donné à une école berlinoise, à une bibliothèque municipale dans le quartier Treptow-Köpenick de Berlin et à une rue.